# 维兹堡
维兹堡（匈牙利語：Vízvár）是匈牙利绍莫吉州所辖的一个村。总面积32.24平方公里，总人口552，人口密度17.1人/平方公里（2011年1月1日）。